# 44 Ophiuchi
44 Ophiuchi (b Ophiuchi) é uma estrela na direção da Ophiuchus. Possui uma ascensão reta de 17h 26m 22.22s e uma declinação de −24° 10′ 30.1″. Sua magnitude aparente é igual a 4.16. Considerando sua distância de 84 anos-luz em relação à Terra, sua magnitude absoluta é igual a 2.11. Pertence à classe espectral A3IV:m.